# 치미슐리아구
치미슐리아구(루마니아어: Cimişlia)는 몰도바 남부에 위치한 구로 행정 중심지는 치미슐리아이며 면적은 923km2, 인구는 61,700명(2011년 기준)이다. 남쪽으로는 우크라이나와 국경을 접하며 북쪽으로는 흔체슈티 구와 이알로베니 구, 동쪽으로는 커우셰니 구, 남쪽으로는 바사라베아스카 구, 가가우지아와 접한다.